# Balanophora subcupularis
Balanophora subcupularis là một loài thực vật có hoa trong họ Balanophoraceae. Loài này được P.C.Tam mô tả khoa học đầu tiên năm 1982.